# City and South London Railway

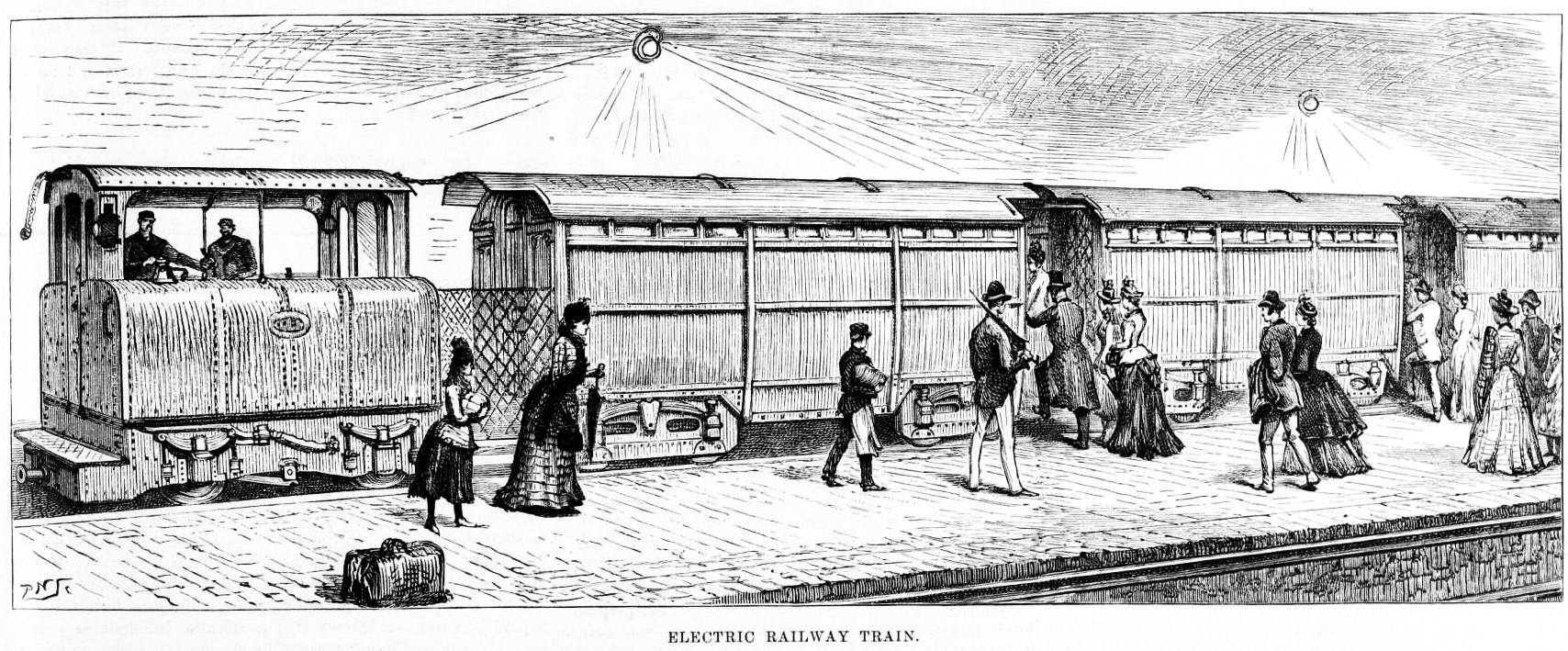
Il·lustració d'un tren de City & South London Railway del 1890.

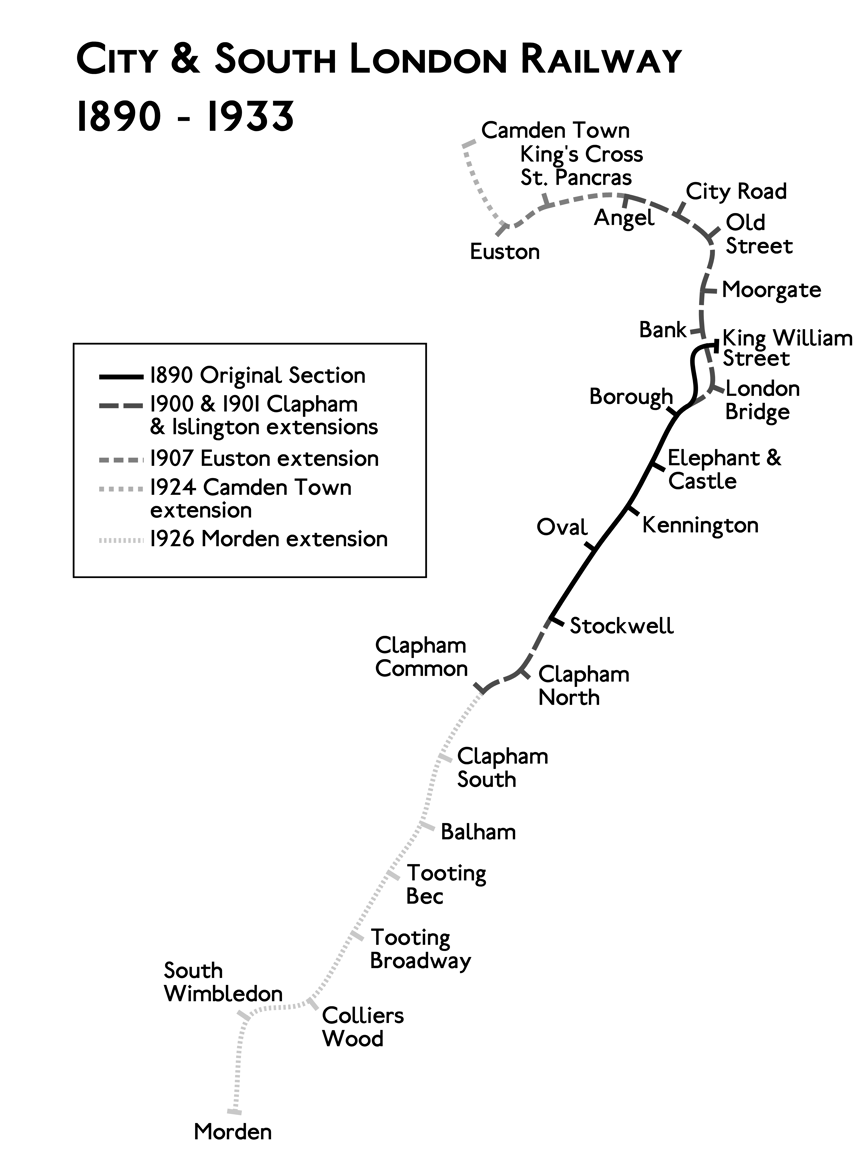
Mapa de City & South London Railway

City and South London Railway (C&SLR; en català Ferrocarril de la Ciutat i Sud de Londres) va ser el primer metro o ferrocarril metropolità al món construït a gran profunditat, deep-level. També va ser el primer gran ferrocarril a tracció elèctrica.
Quan es va obrir el 1890 tenia sis estacions al llarg de 5,1 km de línia en un parell de túnels entre Ciutat de Londres i Stockwell, passant per sota del riu Tàmesi. El petit diàmetre dels túnels va restringir la mida dels trens i va provocar que fos coneguda com a padded cells. El ferrocarril fou perllongat diverses vegades pel nord i pel sud, arribant a servir fins a 22 estacions en una distància de 21,7 km des de Camden Town fins a Morden a Surrey.
Tot i que la C&SLR va ser ben utilitzada, el baix preu i els costos de construcció de les extensions va provocar certes dificultats a l'empresa. El 1913 l'empresa va esdevenir part d'Underground Group. A la dècada de 1920 hi va haver algunes reconstruccions abans de la fusió amb altres grups ferroviaris. El 1933 el grup va acabar esdevenint de propietat pública. Actualment els túnels i estacions des del ramal de Bank i Kennington fins a la secció de Morden formen part de la Northern Line del metro de Londres.